# Yuri Yevseichik
Yuri Yevseichik –en hebreo, ירוי קי'צייסביא; en ruso, Юрий Евсейчик– (23 de enero de 1971) es un deportista israelí de origen ucraniano que compitió en lucha grecorromana.
Ganó una medalla de bronce en el Campeonato Mundial de Lucha de 1998, en la categoría de 130 kg. Participó en dos Juegos Olímpicos de Verano, ocupando el cuarto lugar en Sídney 2000 y el 19.º lugar en Atenas 2004.

## Palmarés internacional
| Campeonato Mundial | Campeonato Mundial | Campeonato Mundial | Campeonato Mundial |
| Año                | Lugar              | Medalla            | Categoría          |
| ------------------ | ------------------ | ------------------ | ------------------ |
| 1998               | Gävle (Suecia)     | Medalla de bronce  | 130 kg             |